# Platon Gregoriewitch Brounoff

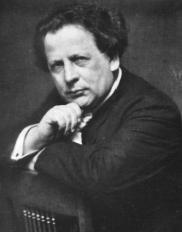
Porträtfoto von Platon Brounoff

Platon Gregoriewitch Brounoff (geboren 10. Mai 1863 in Jelisawetgrad, Russisches Kaiserreich; gestorben 11. Juli 1924 in New York, USA) war ein Dirigent, Arrangeur und Komponist jiddischer Musik.
Er war Absolvent des Petersburg Imperial Conservatory.
1891 emigrierte er nach New York.

## Werke (Auswahl)
- 1897: In The Flower Garden[6]
- 1899: In the Russian Village[7]
- 1911: 50 Jewish Folk Songs For Middle Voice And Piano Accompaniment Collected, Harmonized And Arranged By Platon Brounoff[1]